# Alpuente
Alpuente es un municipio y localidad española de la provincia de Valencia, en la Comunidad Valenciana. El término municipal, ubicado en la comarca de Los Serranos, tiene una población de 700 habitantes (INE 2024). Se trata de un municipio castellanohablante, en el que el castellano cuenta con el predominio lingüístico reconocido legalmente.

## Geografía
Alpuente es un municipio situado al noroeste de la provincia de Valencia, en el límite con la provincia de Teruel, al sur de la sierra de Javalambre. El término es abrupto, por la existencia de numerosos barrancos, especialmente al sur. Los montes están muy erosionados; los principales son: la Muela (1511 m), Cerro Negro (1407 m), Hontanar (1238 m), el Cabezo (1289 m) y Barajuelo (1114 m). Los barrancos del Reguero y Arquela son las principales vías fluviales, y recogen las aguas de otros subsidiarios, nutriendo al río Tuéjar. Da nombre a la Hoja 638 del Mapa Topográfico Nacional.
El clima es continental con inviernos largos y muy fríos, y veranos cortos y calurosos. Suele nevar varias veces al año. Hay numerosas fuentes.
La villa de Alpuente se levanta en el collado que une los montes de San Cristóbal y el Castillo, en terrenos rocosos, abierto por completo a los vientos del norte.
Se accede a esta localidad, desde Valencia, tomando la CV-35 hasta enlazar con la CV-345.

### Aldeas
En el término municipal de Alpuente se encuentran los siguientes núcleos de población llamados aldeas:
- Arquela (aldea abandonada).
- Baldovar.
- Campo de Abajo
- Campo de Arriba.
- Corcolilla.
- El Chopo.
- El Collado.
- El Hontanar.
- La Almeza.
- La Canaleja.
- La Cañada Seca.
- La Carrasca.
- La Cuevarruz.
- La Torre.
- Obispo Hernández o Las Eras.
- Vizcota.

Estas aldeas están comunicadas y señalizadas por una ruta turística de caminos no motorizados que las unen a lo largo de 46 km partiendo desde la misma Villa de Alpuente.

### Localidades limítrofes
El término municipal de Alpuente limita con las siguientes localidades: Aras de los Olmos, Chelva, La Yesa, Titaguas y Tuéjar dentro de la provincia de Valencia; Arcos de las Salinas en la provincia de Teruel, Aragón.

## Historia
Con evidentes muestras de restos de la Edad de Bronce, íberos y después romanos; no es hasta la llegada de los musulmanes donde empieza a tomar relevancia el pueblo de Alpuente. Tras formar parte de Al-Ándalus, consigue un notable crecimiento económico y cultural como Reino de Taifas independiente.
En el año 1089 fue tomada por el Cid y en 1236 conquistada por el caballero cruzado, señor de Javaloyas, Vicente de Valoys Crépy, hijo de Gaucher de Valoys Crèpy, en nombre del rey de Aragón Jaime I.
Al ser paso obligado de la zona y frontera de los reinos de Aragón y Castilla, le otorgaron excepcional importancia. Fue villa real con voto en cortes y en ella se celebraron Cortes del Reino de Valencia en 1319 y 1383.
En el siglo XIX fue reducto importante de los carlistas quedando destruidos sus dos castillos, el de Alpuente y El Poyo.

## Demografía
Alpuente cuenta con una población de 700 habitantes (INE 2024).
| Gráfica de evolución demográfica de Alpuente entre 1842 y 2021                                                      |
| |
| Población de derecho según los censos de población del INE Población de hecho según los censos de población del INE |

Cuenta con una población de 659 habitantes (INE, 2021). La población se halla diseminada en gran parte por las diferentes aldeas.

### Distribución territorial de la población
La población del municipio se encuentra repartida entre numerosos núcleos de población.
|                             | 1981 | 2001 | 2024 |
| --------------------------- | ---- | ---- | ---- |
| La Almeza                   | 167  | 103  | 68   |
| Alpuente                    | 218  | 180  | 122  |
| Baldovar                    | 197  | 98   | 77   |
| Campo de Abajo              | 129  | 79   | 52   |
| Campo de Arriba             | 190  | 131  | 78   |
| La Canaleja                 | 31   | 15   | 4    |
| Cañada Seca                 | 0    | 0    | 0    |
| La Carrasca                 | 3    | 2    | 2    |
| El Collado                  | 142  | 95   | 44   |
| Corcolilla                  | 147  | 78   | 62   |
| La Cuevarruz                | 121  | 74   | 68   |
| El Chopo                    | 0    | 0    | 0    |
| El Hontanar                 | 43   | 22   | 16   |
| La Hortichuela              | 0    | 0    | 0    |
| Obispo Hernández o Las Eras | 89   | 61   | 105  |
| La Torre                    | 0    | 2    | 2    |
| Vizcota                     | 0    | 0    | 0    |

## Economía
La agricultura se basa en los cereales, almendros, patatas, legumbres y vid. La ganadería es ovina y existen granjas porcinas y avícolas. Hay dedicación apícola en el municipio. Existen varias minas de caolín en las zonas de la Atalaya, Cabezo y Baldovar. En la segunda mitad del siglo XX se procedió a la reforestación del término. Funcionan dos cooperativas vinícolas.

## Administración y política
| Periodo   | Nombre                     | Partido   |
| --------- | -------------------------- | --------- |
| 1979-1983 | Abelardo Martínez Martínez | PSPV-PSOE |
| 1983-1987 | Abelardo Martínez Martínez | PSPV-PSOE |
| 1987-1991 | Abelardo Martínez Martínez | PSPV-PSOE |
| 1991-1995 | José Villar Peñalver       | PP-PPCV   |
| 1995-1999 | José Villar Peñalver       | PP-PPCV   |
| 1999-2003 | Amparo Rodríguez Sambonet  | PP-PPCV   |
| 2003-2007 | Amparo Rodríguez Sambonet  | PP-PPCV   |
| 2007-2011 | Amparo Rodríguez Sambonet  | PP-PPCV   |
| 2011-2015 | Amparo Rodríguez Sambonet  | PP-PPCV   |
| 2015-2019 | Alicia Pérez Debón         | PP-PPCV   |
| 2019-2023 | Alicia Pérez Debón         | PP-PPCV   |
| 2023-act. | Itziar Méndez Serra        | PP-PPCV   |

## Patrimonio

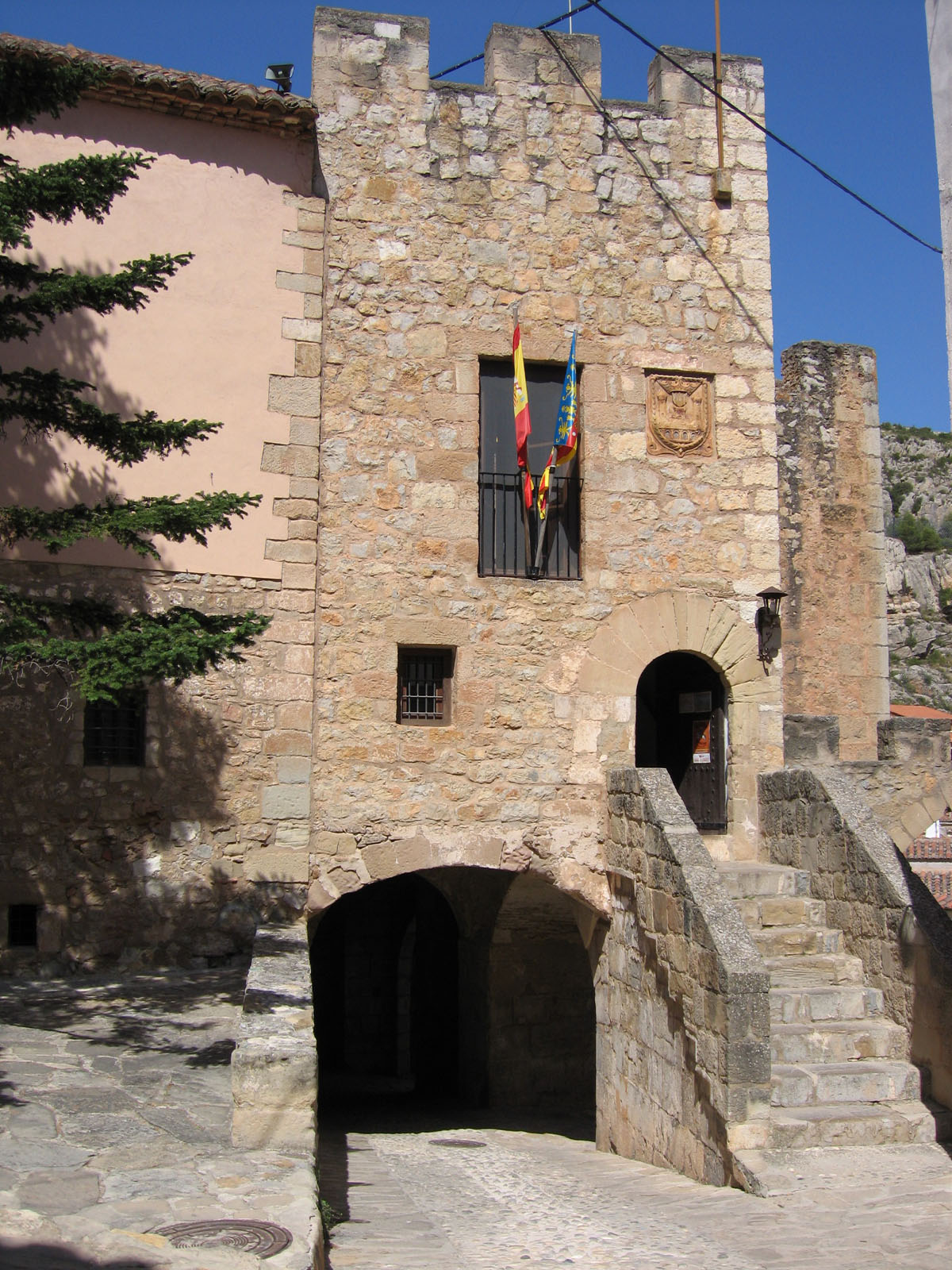
Torre Aljama de Alpuente

- Murallas. Conserva varias torres y puertas de la muralla.
- Castillo de Alpuente. Se alza lo alto de la gran mole de piedra sobre la que se asienta el pueblo. Aunque desde mediados del siglo XIX se encuentra en ruinas, durante la mayor parte de la historia alpontina dio refugio a las gentes de la villa cuando las murallas no podían resistir el ímpetu de los asaltantes.Aún guarda, bajo sus derrumbadas estructuras, una valiosa información arqueológica.
- Castillo del Poyo. También conocido como Fuerte del Collado, se encuentra en el término municipal de Alpuente a unos 12 kilómetros al norte de esa población, cerca de la aldea del Collado.
- Ayuntamiento. Edificio situado donde estuvo la antigua aljama, de la que resta una torre almenada; en los bajos está el salón donde se celebraron las Cortes del Reino de Valencia en los años 1319 y 1383.
- Iglesia parroquial de Nuestra Señora de la Piedad
- Museo Etnológico de Alpuente
- Ermita de Santa Bárbara. Ermita antigua donde está ubicado el Museo Paleontológico de Alpuente. Se exponen los fósiles de dinosaurio encontrados en la localidad.
- Acueducto Los Arcos de Alpuente
- Yacimiento icnológico de Corcolilla
- Yacimiento icnológico de la Arquela
- Yacimiento icnológico de Vizcota
- Iglesia de San Roque de Baldovar

## Fiestas locales
- San Antonio Abad. Se celebra el 17 de enero con la tradicional bendición de los animales.
- Fiestas patronales. Cada tres años, en los meses de mayo y agosto, se realiza la "bajada" o traslado de la Virgen de la Consolación (hallada en 1614), desde la iglesia de la Corcolilla hasta la villa. Durante la procesión se recitan versos (denominados en Alpuente dichos), de súplica y agradecimiento a la imagen. Con esta ocasión hay festejos profanos y religiosos.
- San Blas, patrón de Alpuente. Se celebra el 3 de febrero y reparten naranjas bendecidas.